# Epidermodysplasia verruciformis

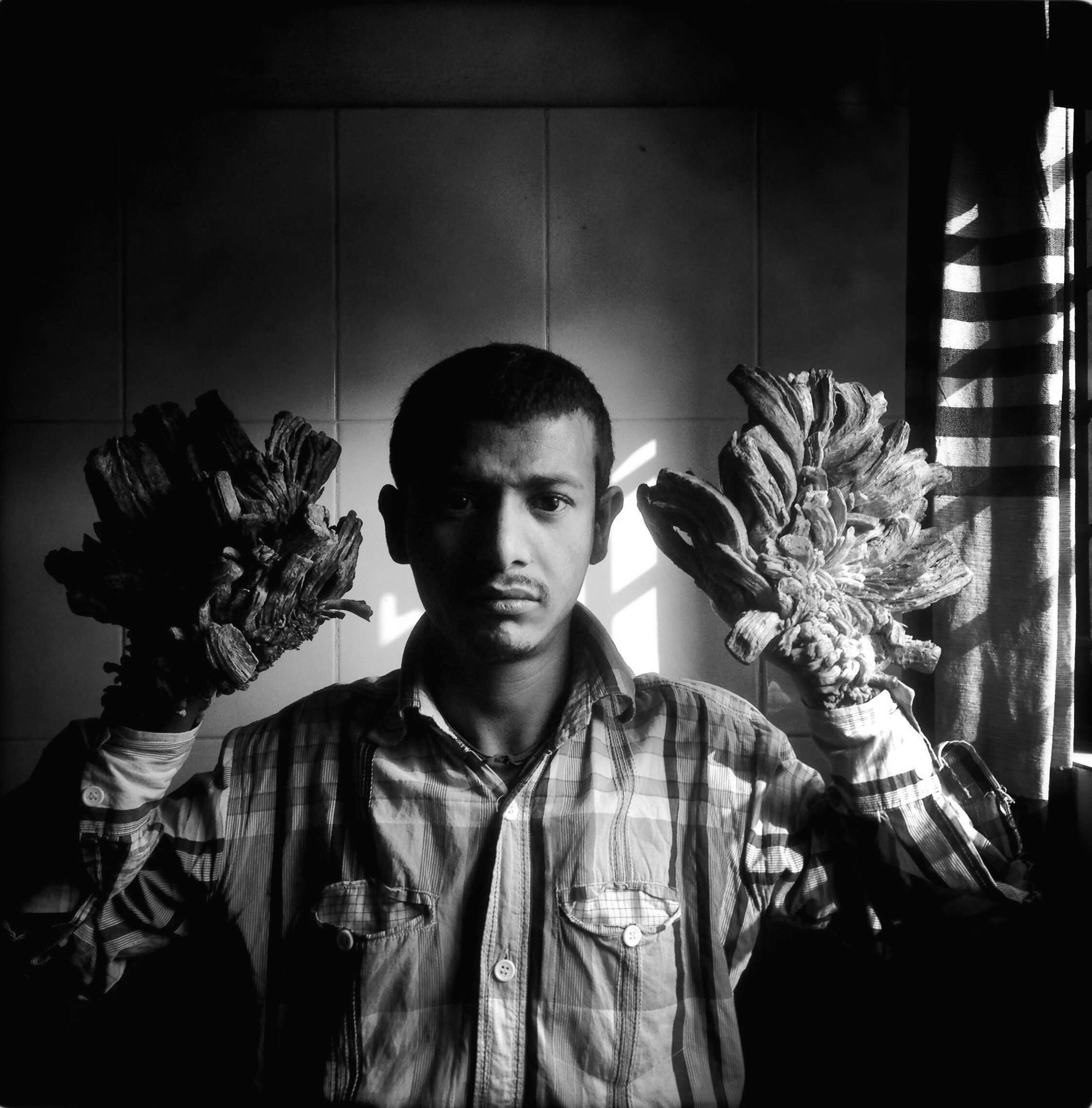
Abul Bajandar z Bangladeszu

Epidermodysplasia verruciformis, dysplazja Lewandowsky’ego-Lutza, zespół człowieka drzewa, syndrom człowieka drzewa – rzadka choroba skóry o podłożu genetycznym, dziedziczona w sposób autosomalny recesywny.

## Etiologia
Uważa się, że choroba spowodowana jest wirusami HPV (typy 5, 8 i 14) u osób o określonej predyspozycji genetycznej, polegającej na mutacji w obrębie jednego z dwóch sąsiadujących genów na chromosomie 17: EVER1 lub EVER2.

## Objawy kliniczne i przebieg
Wykwity mają charakter płaskich grudek, plam rumieniowych lub przebarwień, występują zwykle w dzieciństwie, utrzymują i nasilają się całe życie. Dotyczą najczęściej czoła, grzbietów rąk, przedramion i podudzi, stopniowo się uogólniają. Włosy, błony śluzowe i paznokcie pozostają niezajęte. Zmiany skórne stanowią punkt wyjścia raków skóry.
Epidermodysplasia verruciformis wymaga różnicowania z brodawkami płaskimi, liszajem płaskim i łupieżem pstrym.

## Profilaktyka i leczenie
Leczenie (retinoidami) jest nieskuteczne i przynosi jedynie przejściową poprawę. Zmiany nowotworowe usuwa się chirurgicznie lub laseroterapią.

## Historia i ważniejsze przypadki
Pierwszy pełny opis choroby przedstawili w 1922 roku na łamach berlińskiego „Archiv für Dermatologie und Syphilis” dermatolodzy Felix Lewandowsky i Wilhelm Lutz.
W nowszych czasach prasa szeroko opisywała przypadki Dedego Koswary i Abula Bajandara